# Євфимій І
Патріарх Євфимій I Синкелл  (грец. Πατριάρχης Ευθύμιος Α΄ Σύγκελλος; ок. 834, Ісаврія — 5 серпня 917, Константинополь) — Патріарх Константинопольський з березня 907 по травень 912 року.

## Життєпис
Євфимій народився близько 834 року в регіоні Ісаврія, в поселенні Селевкія (сучасний Силифке) і з ранньої юності присвятив себе Богу і чернечому життю.
У 17 років він прийняв постриг в одному з монастирів на горі Олімп у Віфінії. Він вів дуже аскетичне життя, терпів голод, спрагу, холод та інші труднощі. В суворі зими ходив в одному лише лахмітті. Потім Євфимій сам збудував монастир у затоці, навпроти Нікомедії, нині Ізмит, приблизно в районі сучасного міста Ґольчук.
У 880-х роках Евфимій відправився в Константинополь, де деякий час провів у монастирі Святого Феодора. Майбутній імператор Лев VI після одруження з Феофано обрав його своїм духівником.
Імовірно у 883 році, при відвідуванні у в'язниці Лева VI, Євфимій передбачив йому воцаріння на престол.
В 887 році до Евфимія в храм Богоматері в Піги приходив імператор Лев VI.
У тому ж році він зробив прогноз Стиліану Заутцу: — «…ти ніколи не здійсниш свої задуми, будеш скинутий і засліплений…».
У грудні 889 року імператор призначив Євфимія патріаршим синкеллом.
У 890 році за указом імператора почалося будівництво Псамафійського монастиря для Євфимія, а 6 травня 892 року справили свято оновлення храму.
З листопада 896 року по грудень 898 року Євфимій був ув'язнений у монастирі Святого Діомида.
У 906 році ігумен Псамафійского монастиря брав участь у покладенні Пояса Пресвятої Богородиці на голову стражденної імператриці Зої і та зцілилася.
В лютому 907 року прибули в Константинополь уповноважені з Риму і від східних патріархів склали церковний собор і визнали патріарха Миколая Містика що підлягає усуненню. Імператор з грамотами з'явився до Евфимія і запропонував взяти на себе управління Церквою.

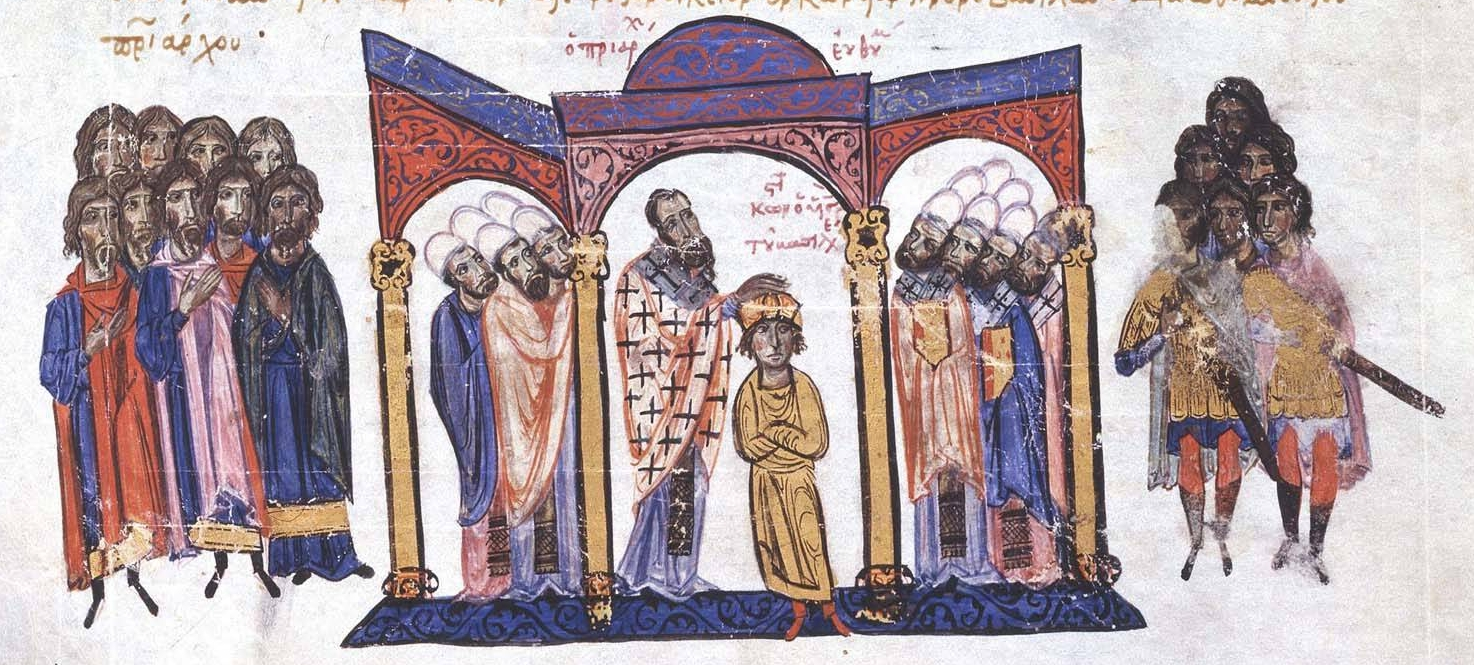
Патріарх Євфимій I коронує Костянтина VII Багрянородного у імператори

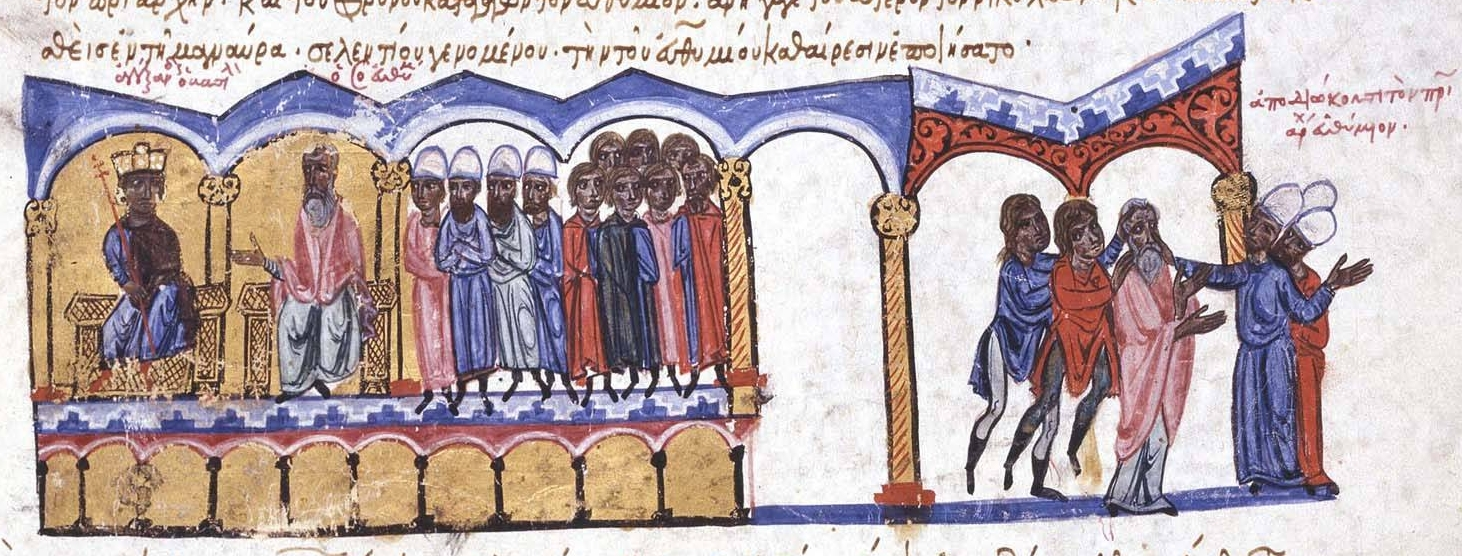
Позбавлення Євфимія імператором Олександром

Патріарх не виголосов Зою Карбонопсину як августу в церкві, що було б офіційним визнанням Зої імператрицею. Патріарх Євфимій визнав шлюб Льва VI тільки після видання імператорської новели, яка забороняла чьотирьохшлюбність як духовним, так і світським законодавством. При житті імператора Лева VI николаїти (ревнителі старого православ'я) терпіли вигнання, а після його смерті, у 912 році, брат Льва VI, Олександр, прийшовши до влади, повернув николаїтів та надав їм можливість зайняти свої кафедри. У цьому ж році імператор Олександр скликав у Константинополі собор, на якому Євтимій був позбавлений влади і засланий в Агафів монастир. Новий імператор Олександр повертає із заслання старого патріарха Миколу. На соборі (що проходив в присутності арабського посольства) з Євфимія за наказом Миколи були зірвані патріарші ризи, вирвана борода, вибиті зуби. Всі архієреї, висвячені св. Євфіміем і навіть просто які співслужили з ним, були позбавлені сану, віддані церковному суду і вигнанню.
У лютому 914 року Зоя Карбонопсина просила Євфимія знову зайняти престол, але він відмовився.
Євфимій I помер 5 серпня 917 року. Примирення його прихильників і Миколи Містика відбулося тільки в липні 920 року.